# José Arellano

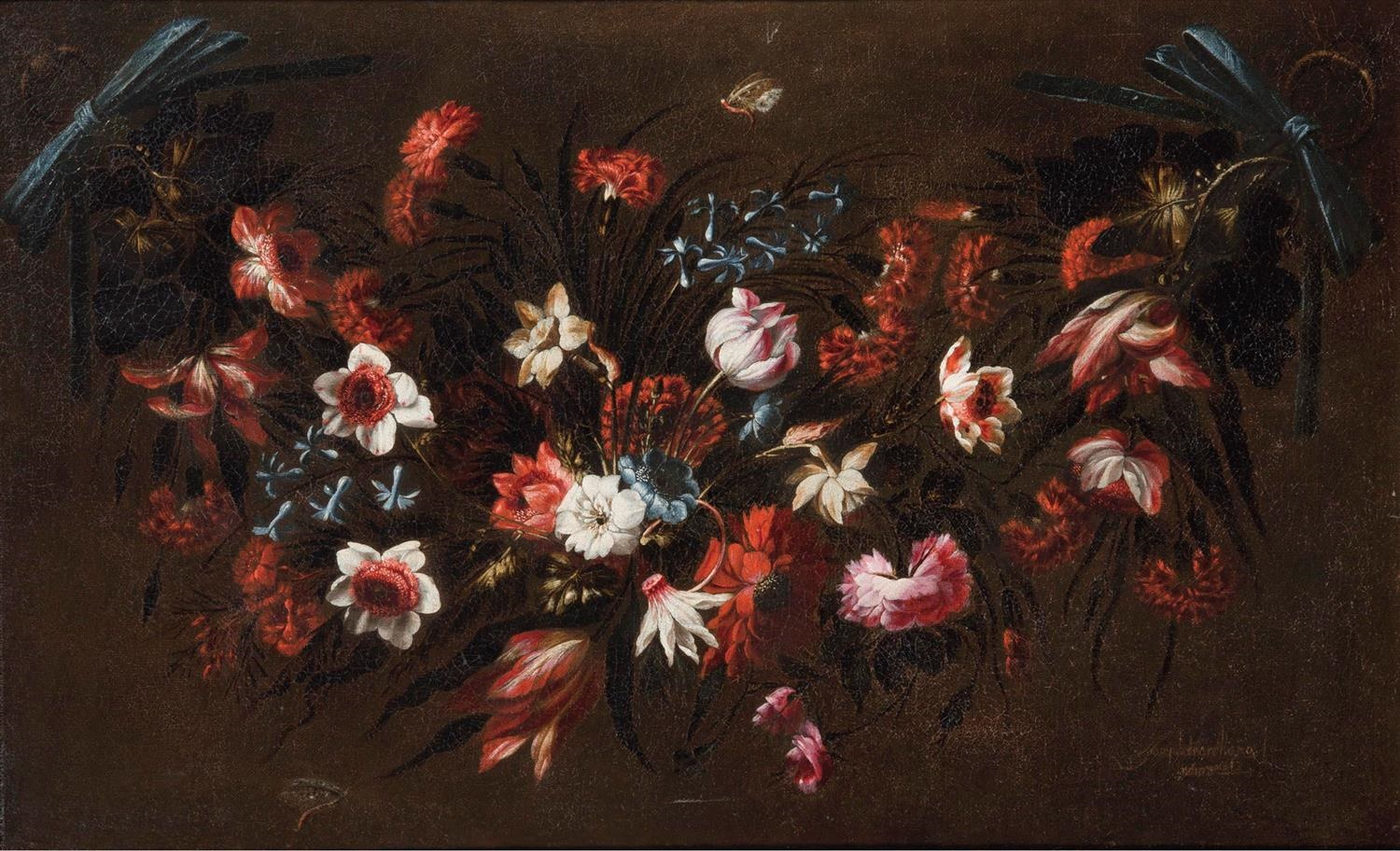
Guirnalda de flores, óleo sobre lienzo, 62,5 x 104 cm, firmado «Jospeh Arellano fecit / año 1683», colección particular

José Manuel de Arellano (Madrid 1653-después de 1714) fue un pintor barroco español, especializado en bodegones florales.  
Hijo y discípulo de Juan de Arellano, cuyo estilo imita aunque con factura más seca, fue bautizado en la parroquia de San Ginés de Madrid el 24 de diciembre de 1653, actuando como padrino el también pintor Juan Fernández de Laredo. Sus hermanos, Manuel y Julián, compartieron con él el oficio paterno. En 1683 firmó una pareja de guirnaldas de flores y un florero conservados en colecciones privadas. El Museo del Prado es propietario de tres de sus lienzos de flores, uno de ellos firmado aunque no fechado, depositados en distintas instituciones.